# Tour des Langues

La Tour des Langues est un ancien édifice, situé en Haute-Savoie, sur le territoire de la commune de Thonon-les-Bains, sur le hameau de Rives.

## Historique
Le hameau des Rives est apparu au XIVe siècle, la Tour des Langues, est construite à cette même période. Elle est une composante d'une ancienne maison forte, appartenant à la mestralie de Thonon, qui protégeait le quartier de Rives établi en 1283 par le comte Philippe Ier de Savoie,.
La Tour porte son nom, qui est en vertu d'un droit féodal qui prit fin en 1773, d'où les bouchers venaient payer leur impôt au seigneur: les langues des bœufs ou de vaches, qu'ils abattaient,.